# 1974 a légi közlekedésben
Ez a lista az 1974-es év légi közlekedéssel kapcsolatos eseményeit tartalmazza.

## Események

### Március
- március 3. - A Turkish Airlines 981-es járata lezuhan Franciaországban. A balesetet a gépen tartózkodó 346 fő közül senki sem élte túl.

### Augusztus
- augusztus 9. – Fordham Fen, Norfolk A Brit Királyi Légierő McDonnell-Douglas F–4M Phantom FGR.2 típusú vadászgépe összeütközik a levegőben az ADS (Aerial) Limited vállalat G-ASVX lajstromjelű Piper PA–25-235 Pawnee típusú repülőgépével. A vadászgépen 2 fő személyzet tartózkodik, mindketten életüket vesztik. A mezőgazdasági repülőgép pilótája szintén életét veszti az ütközés következtében.[1][2]

### December
- december 4. – Maskeliya közelében. A Martinair légitársaság 138-as járata, egy McDonnell Douglas DC–8-55CF-es típusú utasszállító repülőgép hegyoldalnak csapódik. A balesetben a gépen utazó 182 utas és 9 fő személyzet tagjai közül mindenki életét veszti. Ez 2018 szeptemberéig bezárólag az országban történt legsúlyosabb légi közlekedési baleset.[3]

## Első felszállások

### Január
- január 20. - YF–16[4]

### Július
- július 27. - Eurocopter AS 350 Écureuil

### Augusztus
- augusztus 14. - Panavia MRCA (később Tornado)[5]
- augusztus 21. - BAE Hawk

### December
- december 23. - B–1 Lancer (74-0158)